# روري رودس
روري رودس (بالإنجليزية: Rory Rhodes)‏ هو لاعب كرة قاعدة أسترالي، ولد في 28 يوليو 1991 في بريزبان في أستراليا.

## وصلات خارجية
- روري رودس على موقع دوري أستراليا لكرة القاعدة (الإنجليزية)
- روري رودس على موقعبيزبول رفرنس.كوم (الدوري الثانوي) (الإنجليزية)